# Olmeda de las Fuentes
Olmeda de las Fuentes er en by og kommune i det centrale Spanien i Madrid-regionen. Den har et indbyggertal på 408 (2024) indbyggere.